# Okeanobates americanus
Okeanobates americanus är en mångfotingart som beskrevs av Henrik Enghoff 1979. Okeanobates americanus ingår i släktet Okeanobates och familjen Okeanobatidae. Inga underarter finns listade i Catalogue of Life.